# De Castellane

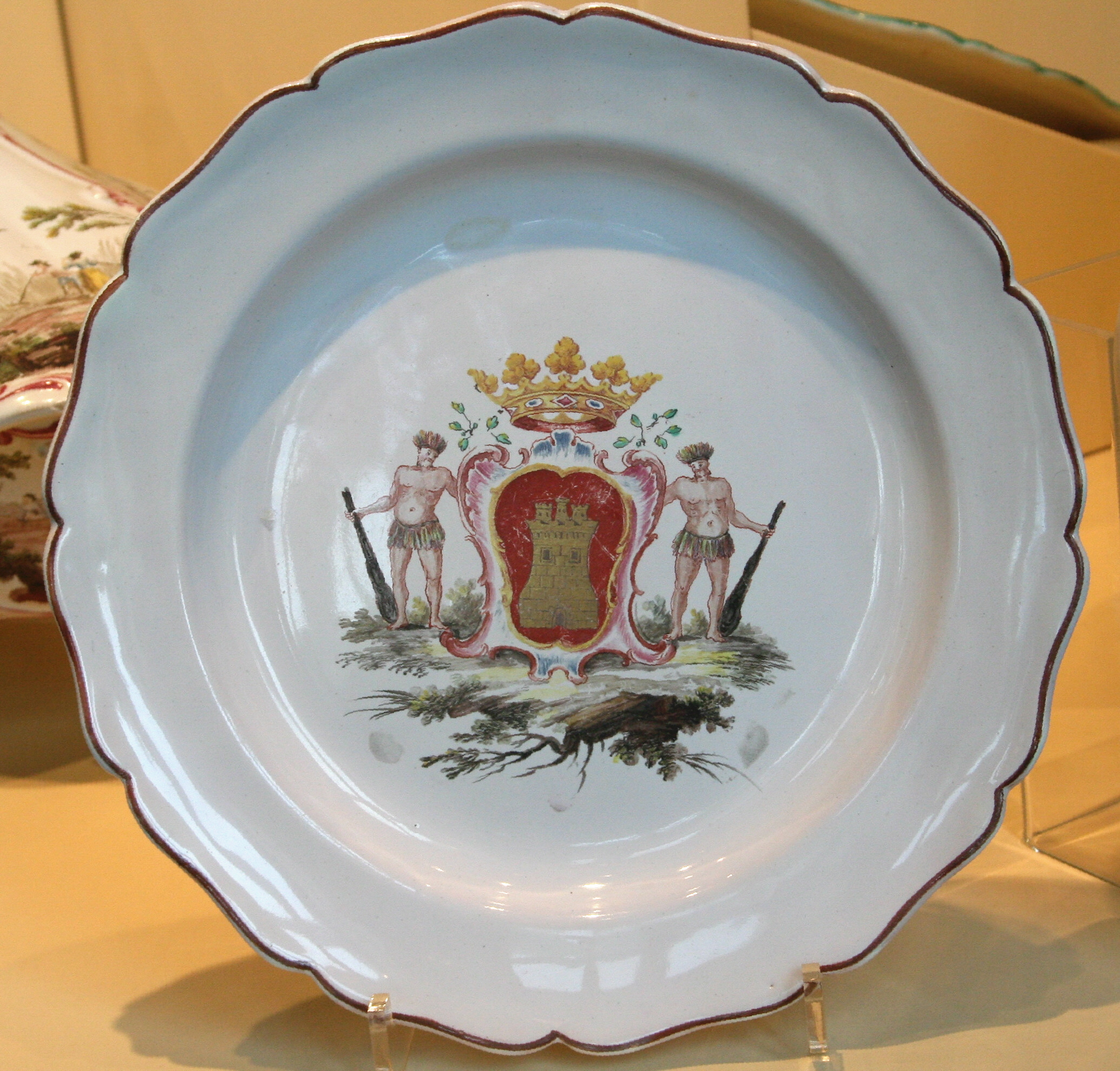
Stemma di Casa de Castellane disegnato su un piatto in faience della manifatture Veuve Perrin

La Casata de Castellane fu una delle più antiche famiglie nobiliari francese e prese il nome da Castellane, situata nel dipartimento delle Alpi dell'Alta Provenza.

## Storia
La famiglia de Castellane fu presente nella valle attraversata dal fiume Verdon dal VI secolo. Nell'852 Bonifacio de Castellane, dopo aver sconfitto i Saraceni, costruì una baronia composta da 46 borghi dal sud di Cotignac nella Var (Var (dipartimento)), al nord di Thorame-Haute, di Soleilhas e di Esparron-de-Verdon. Nel 1146 Bonifacio II de Castellane diventò vassallo di Raimondo Berengario II di Provenza. Nel 1189 Bonifacio III de Castellane, marito di Adalasie de Moustiers venne attaccato da Alfonso II d'Aragona, suo sovrano per il suo rifiuto di rendergli omaggio. Suo figlio Roux de Castellane (1157-1215) fu padre di Bonifacio IV de Castellane (1179-1252) che sposò nel 1218 Agnès Spada e di Béatrix de Castellane sposata con Bertrand d'Agoult. Boniface V de Castellane, figlio di Bonifacio IV sposò Alice di Alix di Baux figlia del principe Ugo I di Baux (1181-1240 e di Barrale de Marseille (1175-1234). Da questa coppia nacque il trovatore Bonifacio VI (Bonifaci VI de Castellana) marito di Sybille de Fos che successe nel 1249 alla signoria di Castellane. Nel 1247 ridicolizzò per la prima volta Carlo I d'Angiò nella tenzone con Granet, nel 1252 attaccò in un'altra poesia il papato, nel 1262 capeggiò una rivolta a Marsiglia che ebbe come conseguenza la distruzione da parte di Carlo I d'Angiò del castello di Castellane. Bonifacio VI fu signore di Fos, Riez, Thorame, Barrême, Majastres, la Robine, Andon, Taulane, Chasteuil, Thorenc, d'Ampuis, d'Esparron, d'Allemagne. I discendenti di Bonifacio VI diedero vita a trenta rami della famiglia. Furono signori di Allemagne, de Salerne, de La Verdière, Grignan, marchesi d'Entrecasteaux di Grimaud, signori di d Mazaugues, Norante, Majastres, Novejean ecc. Si imparentarono con molte famiglie illustri: Adhémar de Monteil (famiglia), Agoult, de Bérenger, de Blacas, de Bonne de Lesdiguières, de Brancas, de Forbin, de Forcalquier, de Granet, de Glandevez, de Linche, de Mévouillon, Ornano, de Pontevès, de Rohan Chabot, de Sabran, de Saulx-Tavannes, de Sévigné, de Simiane, Talleyrand-Périgord, de Tertulle, Ventimiglia (famiglia), de Villeneuve, de Villoutreys, établie aujourd'hui en Valachie, etc.

## Personalità di spicco della famiglia de Castellane
- Aynarde de Castellane, figlia di Boniface IV, sposò nel 1248 Paul Romée de Villeneuve, barone di Vence.
- Garsende de Castellane sposò nel 1255 Imbert d'Oraison, signore di Clumanc, e fu madre di Raymond II d'Oraison, che sposò Béatrix de Sabran.
- Raimond Geoffroy de Castellane (1367-1378), vescovo di Saint-Paul-Trois-Châteaux.
- Boniface IX de Castellane, signore d'Allemagne, sposò nel 1409 Antoinette de Pontevès-Bargème.
- Jean de Castellane, figlio di Antoine de Castellane, sposò nel 1496 Florette de Brémond, figlia di Louis de Brémond, signore di Claret.
- Françoise de Castellane sposò Jean II de Bonne, signore di Lesdiguières e dei Diguières, morto nel 1548. Fu madre del condottiero François de Bonne de Lesdiguières, maresciallo di Francia ed ultimo connestabile di Francia.
- François de Castellane (1555-1560), vescovo e rettore del Contado Venassino.
- Gasparde de Castellane Andon (†1588) sposò Claude de Palliers. Loro figlia Marguerite de Palliers fu moglie di Jean de Brun (†1560), signore di Caille, e madre di Marchiane de Brun che sposò nel 1550 Guillelm de Granet.
- François de Castellane, signore di Claret e di Sigoyer, sposò nel 1575 Lucresse de Vintimille e fu padre di Claude de Castellane che sposò nel 1602 Claude de Tertulle.
- Nicolas Mas-Castellane, barone d'Allemagne, capitano protestante morto nel 1586.
- Gaspard de Castellane, barone d'Entrecasteaux, sposò Blanche Adhémar de Monteil (famiglia), sorella di Louis, ultimo signore di Grignan, morto nel 1558. Loro figlio Gaspard ottenne il nome Adhémar de Monteil de Grignan.
- François d'Adhémar de Castellane de Grignan sposò nel 1669 Françoise de Sévigné, figlia di Madame de Sévigné, che fu sepolta nel castello nel 1696. La famiglia Adhémar de Castellane de Grignan si estinse nel 1704 con la morte di Louis-Provence. Fra i discendenti indiretti di questa importante famiglia va ricordato Boni de Castellane (1867-1932)[3] che fu proprietario del castello di Grignan, poi venduto nel 1906 a suo cugino Raymond de Castellane.
- François Castellane Adhémar de Monteil de Grignan (1603-1689), vescovo di Saint-Paul-Trois-Châteaux, poi arcivescovo di Arles, dodicesimo figlio di Louis François e di Jeanne d'Ancezune.
- Louis-Joseph Castellane Adhémar de Monteil de Grignan (1650-1722), vescovo di Évreux, poi di Carcassonne, figlio di François, genero di Madame de Sévigné.
- Dominique de Castellane sposò Diane de Joannis de Chateaublanc (1635-1667) e fu nominato da Luigi XIV di Francia governatore delle galee reali, morendo in seguito ad una tempesta nel Mediterraneo.
- Michel-Ange de Castellane (1703-1782), ambasciatore francese nell'Impero ottomano.
- Henri-César de Castellane (1733-1789), marchese di Majastre, figlio di César-Henri de Castellane (1693-1761) e di Agathe de Martin che partecipò nella Baia di Chesapeake alla Guerra d'indipendenza americana.
- Elléon de Castellane-Mazangues † (1786-1806), vescovo della Diocesi di Fréjus-Tolone.
- Jean-Arnaud de Castellane (1733-1792), vescovo di Mende e conte di Gévaudan.
- Louis André de Castellane, deputato agli Stati generali del 1789, Pari di Francia dopo la Restaurazione, sposò Adélaïde Louise Guyonne de Rohan-Chabot e fu il padre di Boniface de Castellane (1788-1862), Maresciallo di Francia dal 1852.
- Henri de Castellane (1814-1847) politico francese sposò nel 1839 Joséphine Pauline de Talleyrand-Périgord (1820-1890) figlia naturale di Talleyrand.
- Sophie de Castellane (1818-1904), marchesa di Contades e contessa di Beaulaincourt de Marles. Fu una scrittrice e si sposò nel 1836 con Henri de Contades (1814-1858) e nel 1859 con Victorde Beaulaincourt de Marles (1820-1860).
- Bernard de Castellane sposò nel 1956 Charlotte-Anne di Buccleuch figlia di John Scott, IX duca di Buccleuch.